# Insulin NPH
Insulin NPH, còn được gọi là insulin isophane, là một loại insulin có tác dụng trung gian được đưa ra để giúp kiểm soát lượng đường trong máu ở những người mắc bệnh tiểu đường. Nó được sử dụng bằng cách tiêm dưới da một lần đến hai lần một ngày. Khởi phát hiệu ứng thường trong 90 phút và chúng kéo dài trong 24 giờ. Các phiên bản có sẵn của thuốc này được trộn sẵn với một loại insulin tác dụng ngắn, như insulin thông thường.
Tác dụng phụ thường gặp là lượng đường trong máu thấp. Các tác dụng phụ khác có thể bao gồm đau hoặc thay đổi da tại các vị trí tiêm, kali máu thấp và phản ứng dị ứng. Sử dụng khi mang thai tương đối an toàn cho bé. Insulin NPH được tạo ra bằng cách trộn insulin và protamine thường xuyên theo tỷ lệ chính xác với kẽm và phenol sao cho độ pH trung tính được duy trì và hình thành tinh thể. Có phiên bản dựa trên insulin của người và lợn.
Insulin protamine được tạo ra lần đầu tiên vào năm 1936 và insulin NPH được tạo ra vào năm 1946. Nó nằm trong Danh sách các loại thuốc thiết yếu của Tổ chức Y tế Thế giới, loại thuốc quan trọng nhất cần có trong hệ thống y tế cơ bản. Chi phí bán buôn ở các nước đang phát triển là khoảng 2,23 USD10,35 mỗi 1.000 iu insulin NPH. Tại Vương quốc Anh, 1.000 iu insulin NPH có giá NHS £ 7,48 trong khi tại Hoa Kỳ, số tiền này có giá khoảng US $ 134,00. NPH là tên viết tắt của "Hagedorn protamine trung tính" (neutral protamine hagedorn).

## Sử dụng y tế
Insulin NPH có thời gian khởi phát là 14 giờ. Đỉnh cao của nó là 6-10 giờ và thời lượng của nó là khoảng 10-16 giờ.
Nó có thời gian tác dụng trung gian, nghĩa là lâu hơn so với insulin tác dụng thông thường và ngắn hơn so với các loại thuốc tác dụng dài (ultralente, glargine hoặc detemir).